# مارك هدسون
مارك هدسون (بالإنجليزية: Mark Hudson)‏ (30 مارس 1982 غلدفورد المملكة المتحدة - ) هو لاعب كرة قدم بريطاني يلعب كمدافع.

## وصلات خارجية
- مارك هدسون على موقع قاعدة بيانات كرة القدم.إي يو (الإنجليزية)
- مارك هدسون على موقع Soccerbase.com (لاعب) (الإنجليزية)
- مارك هدسون على موقع Soccerway.com (الإنجليزية)
- مارك هدسون على موقع عالم كرة القدم.نت (الإنجليزية)
- مارك هدسون على موقع AS.com (الإسبانية)